# Паразиты (фильм)
«Парази́ты» (кор. 기생충 Кисэнчхун) — южнокорейская чёрная комедия с элементами триллера режиссёра Пон Чжун Хо. Обладатель «Золотой пальмовой ветви»  72-го Каннского кинофестиваля. На 92-й церемонии вручения премии «Оскар» картина стала лауреатом в номинациях «Лучший фильм», «Лучшая режиссура», «Лучший оригинальный сценарий» и «Лучший фильм на иностранном языке». Лента является первым южнокорейским фильмом, получившим премию «Оскар», а также первой неанглоязычной картиной, получившей «Оскар» в категории «Лучший фильм». Третья лента (после «Марти» и «Потерянного уикенда»), получившая главные награды Каннского кинофестиваля и Академии кинематографических искусств и наук.
В 2025 году фильм «Паразиты» занял первое место в списке лучших фильмов XXI века The New York Times по результатам опроса более чем 500 режиссёров, актёров и других кинодеятелей Голливуда. Он также возглавил список лучших фильмов по версии читателей. 

## Сюжет
Ким Гитхэк раньше работал водителем, но давно уже потерял работу и теперь влачит жалкое существование вместе со своей женой Чхун Сук и двумя детьми выпускного возраста в полуподвальной квартире. Семья пытается свести концы с концами, складывая из картонок коробки для пиццы.
Однажды к сыну Гитхэка Ки У приходит его друг Мин Хёк, который работает репетитором по английскому языку девочки из богатой семьи. Мин Хёк уезжает учиться за границу и предлагает Ки У занять его место, так как тот в течение последних четырёх лет совершенствовался в английском языке, чтобы поступить в институт, и дарит Ки У камень для созерцания, который, по задумке, должен принести семье богатство.
Ки У проходит собеседование в чрезвычайно роскошном и просторном особняке семьи Пак. Он производит на миссис Пак хорошее впечатление и получает работу. Выходя из дома, он замечает на стене картину младшего сына Паков. Под предлогом того, что художественный потенциал мальчика следует развивать, он предлагает нанять в качестве наставника по искусству свою знакомую по имени Джессика, которая, по его словам, училась в художественной школе в США, но на самом деле это его сестра Ки Чон.
После того, как Ки Чон нанимают в дом Паков в качестве репетитора по художеству для маленького сына Паков Та Сона, она подстраивает всё так, чтобы уволить водителя Паков и заменить его своим отцом Гитхэком. После того, как Гитхэк устраивается на работу, ему удаётся пристроить и свою жену Чхун Сук: Кимы подстраивают увольнение экономки Мун Гван, выдав её аллергию на персиковую кожуру за туберкулёз.
Однажды Паки уезжают в путешествие в сельскую местность. Гитхэк и его семья пользуются этой возможностью, чтобы отметить удачное оболванивание хозяев и выпить дорогого алкоголя из семейного подвала. Внезапно появляется бывшая экономка Мун Гван, которая говорит, что пришла забрать свои вещи. На самом деле она пришла к своему мужу Кын Сэ, который скрывается от кредиторов в подвале дома. Из-за странного уважения к своему «тайному благодетелю» мистеру Паку он «работает» датчиком движения, включая свет на лестнице вручную, когда по ней спускаются люди. Когда Мун Гван и её муж узнают правду о семье Кимов, начинается драка. Гитхэк и его семья побеждают, заперев пару в подвале; Мун Гван при этом оказывается тяжело ранена.
Миссис Пак звонит Чхун Сук, чтобы сказать ей, чтобы та приготовила еду; из-за дождя хозяева возвращаются, не доехав до места назначения, и будут дома через несколько минут. Ки Тхэк, Ки Чон и Ки У, которых не должно было быть в доме, прячутся, их несколько раз чуть было не обнаруживают, но, наконец, им удаётся скрыться незамеченными. Затем они сбегают домой под проливным дождём, а вернувшись в свой бедный район, обнаруживают, что их полуподвальное жильё затопило. Ки У бродит по квартире, чтобы найти большой камень, подаренный ему в начале фильма. Ки У, Ки Чжон и Ки Тхэк спят в школе, где организовано убежище для пострадавших от наводнения.
На следующий день миссис Пак, не зная о проблемах семьи, планирует устроить вечеринку по случаю дня рождения своего сына и приглашает всю семью Ким принять участие в торжестве. Ки У, который чувствует себя ответственным за всю цепь событий, спускается в бункер, неся с собой большой камень-талисман. Он обнаруживает, что бывшая экономка умерла от ран. Кын Сэ нападает на Ки У, начинает душить его леской, но тот выбирается. Кын Сэ подбирает брошенный камень, и жестоко бьёт по голове Ки. После он берёт нож, ищет в небольшой толпе Кимов и пытается их зарезать. В суматохе он наносит удары по богатым гостям, поскольку те загораживают ему проход. Он смертельно ранит Ки Чон, сын Паков теряет сознание, увидев преследовавшего его «призрака». Затем Кын Сэ нападает на Чхун Сук. Ки Тхэк, горюющий над телом своей умирающей дочери, готовится помочь своей жене, а мистер Пак пытается сбежать со своим потерявшим сознание сыном, крича Гитхэку, чтобы тот бросил ему ключи от машины. Чхун Сук удаётся убить Кын Сэ. Переворачивая труп, чтобы поднять ключи от машины, брошенные Гитхэком, Пак зажимает нос, демонстрируя, что Кын Сэ неприятно пахнет. Гитхэк, который ранее подслушал, как Паки, обсуждая его, описывали его запах как отвратительный, приходит в бешенство и ударяет ножом Пака, убивая его.
Гитхэк убегает, прячется в подвале и в конце концов занимает бывшее место Кын Сэ, став «датчиком движения» для следующих семей, обосновавшихся в поместье. В то время, проведя продолжительное время в больнице Ки У возвращается домой. Фильм заканчивается обменом сообщениями между Гитхэком и Ки У. Ки У обещает, что однажды он заработает деньги и выкупит дом. Ему грезится, как он ходит по дому с агентом по недвижимости. В реальности фильм заканчивается тем, что Ки У сидит в своём бедном доме, а Гитхэк всё так же прячется в подвале особняка.

## В ролях

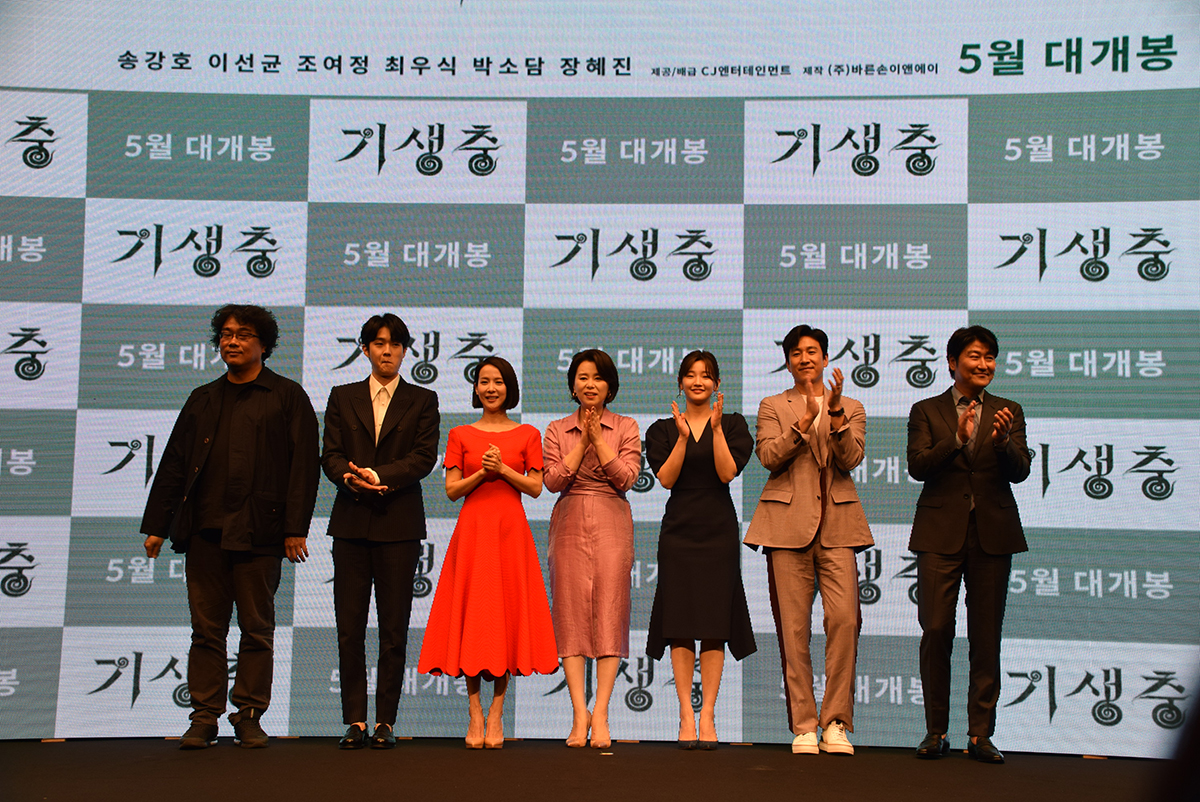
Режиссёр Пон Чжун Хо и актёры на презентации фильма

- Сон Кан Хо — Ким Гитхэк, глава семьи Ким
- Ли Сон Гюн — Пак Тон Ик, или мистер Пак
- Чо Ёджон — Ён Гё, или миссис Пак
- Чхве У Сик — Ки У, сын Ки Тхэка
- Пак Со Дам — Ки Чон, дочь Ки Тхэка
- Чжан Е Чжин — Чунг Сок, жена Ки Тхэка
- Пак Со Джун — Мин Хёк, друг Ки У
- Ли Чунг Ён — Гук Мун Кван, домработница в доме семьи Пак
- Пак Мюн Хён — Кын Сэ, муж Мун Кван

## Премьера
Мировая премьера фильма состоялась 21 мая 2019 года на Каннском кинофестивале, где картина получила главный приз — «Золотую пальмовую ветвь». Премьера в России состоялась 20 июня 2019 года на международном кинофестивале «Зеркало» имени Андрея Тарковского.

## Производство
По словам режиссёра Пон Чжун Хо, на фильм повлиял корейский «готический» фильм «Горничная» 1960 года, в котором стабильности семьи среднего класса угрожает появление нарушителя порядка в виде домработницы. Другим источником вдохновения послужил инцидент с Кристин и Леа Папен — двумя горничными, которые убили своих работодателей в 1930-х годах во Франции. Режиссёр также размышлял о своем прошлом, когда он обучал богатую семью: «У меня возникло ощущение, что я проникаю в частную жизнь совершенно незнакомых людей. Каждую неделю я заходил в их дом и думал, как было бы весело, если бы я мог заставить всех своих друзей проникнуть в дом один за другим». Сюжетная линия Мун Квана с аллергией на персики была вдохновлена аллергией одного из университетских друзей режиссёра, как тот подтвердил в Reddit AMA.
Переводчик субтитров, Дарси Паке, — американец, проживающий в Южной Корее, работал напрямую с режиссёром. Паке перевёл слово «ччапхагури» — блюдо, приготовленное персонажем фильма, — как рам-дон, сокращение от рамэн и удон; оригинальное блюдо представляет собой сочетание ччапхагетти и ногури. В английской версии фильма на пакетах написано «ramyeon» и «udon», чтобы показать англоговорящим, как было создано это название. Паке не нашёл слова рам-дон в поисковике Google, но всё равно решил использовать именно его. В другом случае Паке заменил Сеульский национальный университет на Оксфордский, при этом своё предпочтение Оксфорда Гарварду он объяснил любовью Пона к Великобритании, а также тем, что Гарвардский университет «был слишком очевидным выбором». KakaoTalk он перевёл как WhatsApp. Паке писал: «Чтобы юмор работал, люди должны понять его сразу. С незнакомым словом юмор теряется»[значимость факта?]
Основные съёмки фильма стартовали 18 мая 2018 года и закончились через 124 дня, 19 сентября.
Дом семьи Пак был специально построен для съёмок. Цокольный этаж и сад были построены снаружи, в то время как подвал и первый этаж физически располагались в помещении.
Полуподвальная квартира семьи Ким и улица к ней также были построены на съемочной площадке, частично из-за необходимости снимать сцены затопления. Ли Ха Джун посетил и сфотографировал несколько заброшенных деревень и городов в Южной Корее, которые планировалось снести, чтобы помочь в создании декораций. Он также создал истории для соседей и добавил подробности о жителях улицы, чтобы повысить достоверность внешнего вида улицы.

## Награды и номинации
| Награда (организация)             | Дата церемонии           | Категория                                                                   | Номинант                   | Результат | Ист.          |
| --------------------------------- | ------------------------ | --------------------------------------------------------------------------- | -------------------------- | --------- | ------------- |
| Каннский кинофестиваль            | с 14 мая по 25 мая 2019  | Золотая пальмовая ветвь                                                     | Пон Чжун Хо                | Победа    | [ 19 ] [ 20 ] |
| Кинофестиваль в Сан-Себастьяне    | с 20 по 28 сентября 2019 | Премия международной ассоциации кинокритиков (ФИПРЕССИ) — лучший фильм года | Пон Чжун Хо                | Номинация | [ 21 ]        |
| Спутник                           | 2 декабря 2019           | Лучшая режиссура                                                            | Пон Чжун Хо                | Номинация | [ 22 ] [ 23 ] |
| Спутник                           | 2 декабря 2019           | Лучший оригинальный сценарий                                                | Пон Чжун Хо                | Номинация | [ 22 ] [ 23 ] |
| Спутник                           | 2 декабря 2019           | Лучший иностранный фильм                                                    | —                          | Номинация | [ 22 ] [ 23 ] |
| AACTA                             | 3 января 2020            | Лучший фильм                                                                | —                          | Победа    | [ 24 ]        |
| AACTA                             | 3 января 2020            | Лучшая режиссёрская работа                                                  | Пон Чжун Хо                | Номинация | [ 24 ]        |
| AACTA                             | 3 января 2020            | Лучшие сценарий                                                             | Хан Джин-вон, Пон Чжун Хо  | Номинация | [ 24 ]        |
| Золотой глобус                    | 5 января 2020            | Лучшая режиссура                                                            | Пон Чжун Хо                | Номинация | [ 25 ]        |
| Золотой глобус                    | 5 января 2020            | Лучший сценарий                                                             | Пон Чжун Хо, Хан Джин-вон  | Номинация | [ 25 ]        |
| Золотой глобус                    | 5 января 2020            | Лучший фильм на иностранном языке                                           | Пон Чжун Хо                | Победа    | [ 25 ]        |
| Выбор критиков                    | 12 января 2020           | Лучший фильм                                                                | —                          | Номинация | [ 26 ] [ 27 ] |
| Выбор критиков                    | 12 января 2020           | Лучший режиссёр                                                             | Пон Чжун Хо                | Победа    | [ 26 ] [ 27 ] |
| Выбор критиков                    | 12 января 2020           | Лучший актёрский состав                                                     | —                          | Номинация | [ 26 ] [ 27 ] |
| Выбор критиков                    | 12 января 2020           | Лучший оригинальный сценарий                                                | Хан Джин-вон, Пон Чжун Хо  | Номинация | [ 26 ] [ 27 ] |
| Выбор критиков                    | 12 января 2020           | Лучшая работа художника-постановщика                                        | Ли Ха-Чжун                 | Номинация | [ 26 ] [ 27 ] |
| Выбор критиков                    | 12 января 2020           | Лучший монтаж                                                               | Ян Цзинь-Мо                | Номинация | [ 26 ] [ 27 ] |
| Выбор критиков                    | 12 января 2020           | Лучший фильм на иностранном языке                                           | —                          | Победа    | [ 26 ] [ 27 ] |
| Премия Гильдии продюсеров США     | 18 января 2020           | Премия им. Дэррила Ф. Занука за продюсирование игрового фильма              | —                          | Номинация | [ 28 ]        |
| Премия Гильдии киноактёров США    | 19 января 2020           | Лучший актёрский состав в игровом кино                                      | —                          | Победа    | [ 29 ] [ 30 ] |
| Премия Гильдии режиссёров Америки | 25 января 2020           | Лучший режиссёр полнометражного фильма                                      | Пон Чжун Хо                | Номинация | [ 31 ]        |
| Премия Гильдии сценаристов США    | 1 февраля 2020           | Лучший оригинальный сценарий                                                | Пон Джун Хо и Хан Джин-Вон | Победа    | [ 32 ] [ 33 ] |
| BAFTA                             | 2 февраля 2020           | Лучший фильм                                                                | Пон Чжун Хо, Квак Син Э    | Номинация | [ 34 ] [ 35 ] |
| BAFTA                             | 2 февраля 2020           | Лучшая режиссёрская работа                                                  | Пон Чжун Хо                | Номинация | [ 34 ] [ 35 ] |
| BAFTA                             | 2 февраля 2020           | Лучший неанглоязычный фильм                                                 | —                          | Победа    | [ 34 ] [ 35 ] |
| BAFTA                             | 2 февраля 2020           | Лучший оригинальный сценарий                                                | Хан Джин-вон, Пон Чжун Хо  | Победа    | [ 34 ] [ 35 ] |
| Независимый дух                   | 8 февраля 2020           | Лучший международный фильм                                                  | —                          | Победа    | [ 36 ] [ 37 ] |
| Оскар                             | 9 февраля 2020           | Лучший фильм                                                                | Квак Син Э и Пон Чжун Хо   | Победа    | [ 38 ] [ 39 ] |
| Оскар                             | 9 февраля 2020           | Лучшая режиссёрская работа                                                  | Пон Чжун Хо                | Победа    | [ 38 ] [ 39 ] |
| Оскар                             | 9 февраля 2020           | Лучший оригинальный сценарий                                                | Пон Чжун Хо и Хан Джин Вон | Победа    | [ 38 ] [ 39 ] |
| Оскар                             | 9 февраля 2020           | Лучший фильм на иностранном языке                                           | Пон Чжун Хо                | Победа    | [ 38 ] [ 39 ] |
| Оскар                             | 9 февраля 2020           | Лучший монтаж                                                               | Ян Джин Мо                 | Номинация | [ 38 ] [ 39 ] |
| Оскар                             | 9 февраля 2020           | Лучшая работа художника                                                     | Ли Ха Джун и Чо Вон У      | Номинация | [ 38 ] [ 39 ] |
| Сезар                             | 28 февраля 2020          | Лучший иностранный фильм                                                    | Пон Чжун Хо                | Победа    | [ 40 ]        |